# Perfluor(2-methylpentan)
Perfluor(2-methylpentan) ist eine chemische Verbindung aus der Gruppe der Perfluorcarbone.

## Gewinnung und Darstellung
Perfluor(2-methylpentan) lässt sich durch Fluorierung von 2-Methylpentan gewinnen.